# クオリフライヤー
クオリフライヤー(Qualiflyer)は、かつて存在した航空連合およびマイレージサービス（フリークエントフライヤープログラム）。

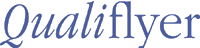
ロゴ

1992年、スイス航空を中心に、クロスエア、オーストリア航空等によるマイレージサービスとしてスタートした。1990年代後半に入るとスイス航空は「ハンター戦略」と呼ばれる経営拡大戦略を開始し、ヨーロッパの航空会社に対して資本参加を積極的に行い、スイス航空を中心とした航空連合「クオリフライヤーグループ」を形成していった。
しかし、2000年末までに加盟していたAOMフランス航空をはじめとするフランスの航空各社やベルギーのサベナ航空などの経営が悪化、スイス航空自体の経営にも深刻な悪影響を及ぼし始めた。さらに2001年9月11日の9.11同時多発テロによる航空需要の激減は、既に悪化していたグループ各社の経営を直撃し、サベナ・ベルギー航空は2001年11月に倒産、スイス航空も翌年には倒産し、クオリフライヤーグループは消滅した。
現在、かつての加盟各社および旧加盟会社の後継会社の多くが全日本空輸（ANA）やユナイテッド航空などが加盟する世界的な航空連合「スターアライアンス」に属し、ドイツ語圏の航空会社などでは、ドイツのルフトハンザ航空のマイレージサービスである"Miles & More"に参加している。

## かつての加盟会社
太字は後にスターアライアンスに加盟した会社
- エアヨーロッパ（会社消滅）
- ヴォラーレ（会社消滅）→アリタリア-イタリア航空に吸収合併
- エールリベルテ（会社消滅）
- エールリトラル（会社消滅）
- AOMフランス航空（会社消滅）
- オーストリア航空
（ルフトハンザ傘下）
- バルエアー（会社消滅）マイレージサービスのみ参加
- クロスエア
→スイス インターナショナル エアラインズ（ルフトハンザ傘下）
- スイス航空（会社消滅）
- サベナ・ベルギー航空（会社消滅）
→SNブリュッセル航空
→ブリュッセル航空（ルフトハンザ傘下）
- LOTポーランド航空
- TAPポルトガル航空
- ポルトガリア航空
（TAPポルトガル航空傘下）
- LTU国際航空（会社消滅）
- ターキッシュ エアラインズ